# Миколаївське водосховище (Ізюмський район)
 Миколаївське II водосхо́вище  — невелике руслове водосховище на балці Плисова (права притока річки  Берека), в Ізюмському районі Харківської області.
- Водосховище побудовано у 1973 році за проєктом Харківської філії інституту «Укрдіпроводгосп».
- Призначення — зрошення, риборозведення, рекреація.
- Вид регулювання — сезонне.

## Основні параметри водосховища
- нормальний підпірний рівень — 88,0 м;
- форсований підпірний рівень — 89,5 м;
- рівень мертвого об'єму — 83,9 м;
- повний об'єм — 2,2 млн м³;
- корисний об'єм — 2,025 млн м³;
- площа дзеркала — 73 га;
- довжина — 3,0 км;
- середня ширина — 0,24 км;
- максимальні ширина — 0,38 км;
- середня глибина — 3,0 м;
- максимальна глибина — 7,0 м.

## Основні гідрологічні характеристики
- Площа водозбірного басейну — 92,6 км².
- Річний об'єм стоку 50 % забезпеченості — 3,27 млн м³.
- Паводковий стік 50 % забезпеченості — 2,37 млн м³.
- Максимальні витрати води 1 % забезпеченості — 77,3 м³/с.

## Склад гідротехнічних споруд
- Глуха земляна гребля довжиною — 513 м, висотою — 10 м, шириною — 10 м. Закладення верхового укосу — 1:8, низового укосу — 1:2,5.
- Шахтний водоскид із монолітного залізобетону висотою — 8,7 м, розмірами 2 (3,9х3,7) м.
- Водоскидний двохвічковий тунель довжиною — 48 м.
- Донний водоспуск із двох сталевих труб діаметром 500 мм, обладнаних засувками. Розрахункова витрата — 1,8 м³/с.

## Використання водосховища
Водосховище було побудовано для зрошення в сільського господарства «Дружба» Ізюмського району.